# リチャード・クレイル
リチャード・ケンナー・クレイル（Richard Kenner Cralle, 1800年 - 1864年6月10日）は、アメリカ合衆国の政治家。

## 生涯
1800年、クレイルはサウスカロライナ州において、リチャード・K・クレイル (Richard K. Cralle) とルーシー・ジョウンズ (Lucy Jones) の息子として誕生した。クレイルは編集者となり、またスウェーデンボルグ派の牧師も務めた。
クレイルはジョン・カルフーンの個人秘書として働いた。1844年にカルフーンが国務長官に就任すると、クレイルは国務省首席事務官に任ぜられた。クレイルはカルフーンが国務長官を退任する1845年3月まで首席事務官を務めた。
クレイルは国務省を離れた後、ジョン・カルフーンについての回想録 The Works of John C. Calhoun (6 vols., New York, 1853-1856) を出版した。また次世代の教会に関する主義論争をまとめた。

## 家族
クレイルは1829年2月5日にバージニア州リンチバーグでジュディス・スコット・キャベル (Judith Scott Cabell, 1808-1835) と結婚した。2人の間には以下の子供が生まれた。
- メアリー・キャベル・クレイル (Mary Cabell Cralle)
- エイダ・スコット・クレイル (Ada Scott Cralle)